# Sapore di mare (programma televisivo)
Sapore di mare è stato un programma televisivo musicale, andato in onda su Canale 5 nell'estate del 1991.

## Il programma
La trasmissione vide in gara 64 celebri motivi lanciati negli anni '60, '70 e '80 da popolari artisti del panorama musicale italiano quali Lucio Battisti, Mina, Adriano Celentano, Riccardo Cocciante, Claudio Baglioni, Antonello Venditti, Francesco De Gregori, Fabrizio De André, Gianni Morandi, Lucio Dalla e Luigi Tenco, ma reinterpretati per l'occasione da altri cantanti e personaggi dello spettacolo.
Conduttori furono Luca Barbareschi e Debora Caprioglio, con la partecipazione di Massimo Boldi, Gene Gnocchi e, in collegamento dalla Baia Imperiale di Gabicce Mare, Red Ronnie. 
Vincitore risultò Andrea Mingardi con il brano Caruso di Lucio Dalla davanti a Sandro Giacobbe con Pensieri e parole di Lucio Battisti.
La trasmissione venne poi replicata alla domenica pomeriggio su Canale 5 durante l'estate del 1995

## Cantanti partecipanti
- Andrea Mingardi - Caruso e Io vorrei…non vorrei…ma se vuoi
- Sandro Giacobbe - Pensieri e parole e Un mondo d'amore
- Pupo - Scende la pioggia e Mi ritorni in mente
- Gianni Nazzaro - Ci vorrebbe un amico e Fiori rosa fiori di pesco
- Grazia Di Michele - La canzone del sole e La canzone di Marinella
- Rossana Casale - Buonanotte fiorellino e La donna cannone
- Jo Squillo - Un'avventura e La banda
- Marco Columbro - 24.000 baci e Stai lontana da me
- Cristiano De André - Rimmel e Il mio canto libero
- Corrado Tedeschi - Mi sono innamorato di te
- Italian Sound - Poster e C'era un ragazzo che come me amava i Beatles e i Rolling Stones
- Formula 3 - Non è Francesca e Anna
- Bobby Solo - Se perdo anche te e Pregherò
- Paola Folli - Io vivrò (senza te)
- Giampiero Artegiani - Margherita e Poesia
- Compilations - Sabato pomeriggio e Buona domenica
- Biagio Antonacci - Se io fossi un angelo e Una donna per amico
- Gilda Giuliani - Io me ne andrei e Questo piccolo grande amore
- Valentina Gautier - Balla Linda
- Ricky Portera - Piazza Grande e La sera dei miracoli
- Pamela Prati - Bella senz'anima
- Francesco Salvi - Azzurro e Grazie prego scusi
- Johara - Amor mio e Grande grande grande
- Stefano Palatresi - Il tuo bacio è come un rock e Tintarella di luna
- Viola Valentino - E penso a te e Il tempo di morire
- Righeira - Ancora tu e Una zebra a pois
- Mal - Non son degno di te e In ginocchio da te
- Antonio e Marcello - Io ti venderei e Ma come fanno i marinai
- Pino D'Angiò - Emozioni e Una carezza in un pugno
- Nico Di Palo - Il pescatore
- Mimmo Locasciulli - Sei rimasta sola e Via del campo
- I Giganti - I giardini di marzo e Dieci ragazze
- Le Orme - 4 marzo 1943 e Generale
- I Nuovi Angeli - Acqua azzurra acqua chiara